# 歴史を面白く学ぶコテンラジオ
歴史を面白く学ぶコテンラジオ（れきしをおもしろくまなぶこてんらじお）は、株式会社COTENが配信するポッドキャスト、インターネットラジオ。主に世界史を中心に歴史キュレーションプログラムとして、学校の授業では中々学べない国内外の歴史の面白さを学ぶ番組として2018年に放送開始。

## 概要
番組をはじめる以前から、株式会社コテンの深井と楊睿之（通称ヤンヤン）は広報としてYouTubeで音声発信をしていた。ビジネスコンテストの打ち上げで、株式会社BOOK代表の樋口と出会い意気投合。世界史データベース事業の広報活動として番組がはじまった。
歴史系のコンテンツを発信していくにあたり、人物・社会構造・トリビアのどの内容にも偏らず、バランスよく織り交ぜることを意識している。また「確実に史実だと分かっている事柄」とそれに関する「想像や感想」を明確に切り分けて伝えることも心掛けている。合わせて人文学の観点から、政治的思想に偏ったり、固有の人物を神格化せず、良し悪しも押し付けない、知的エンタメとして歴史をフラットに伝えることを番組の方針としている。
番組は基本的に「歴史強者」である深井と楊睿之（通称ヤンヤン）が中心となり、毎回数十冊もの参考文献をまとめあげた、時に100ページを超える台本を元に進行する。「人を理解するには、その人間の背景から」という想いから、特定の人物をテーマにした回でも、初回からその人物が登場することは滅多にない。当時から遡った歴史の流れ、当時の社会的状況、文化の特徴、各社会的階級の役割や、その人物に多大な影響を与えた人物などの丁寧な説明から入ることが多い。
自称「圧倒的歴史弱者」としてパーソナリティを務める樋口は、元芸人として話を盛り上げる合いの手や、視聴者の視点で質問を投げかけ、難解になりがちなテーマを解きほぐしている。またプロデューサーとして、収録スタジオであるいいかねPaletteの提供、音源の編集やエフェクトを担当している。
1シリーズ10話ほどのボリュームがある本編のスピンオフ版として、Spotifyオリジナル番組がある。本編では語りきれなかった偉人のエピソードや、本編では扱えなかった歴史軸を2話構成でライトに語っている。

## 歴史
2018年 - 11月30日 配信開始
2019年 - エントリー総数4638件・エントリー対象821作品の中から『歴史を面白く学ぶコテンラジオ(COTEN RADIO)』がJAPAN PODCAST AWARDS 2019 大賞、Spotify賞をダブル授賞。
2020年 - 5月15日にApple Podcastで総合ランキング1位に
2021年 - 6月30日時点で、Apple Podcast総合ランキング1位、ユニークリスナー数約14万2000人、総再生回数約1,900万回を誇る。

## 本シリーズ
| #  | タイトル                         | 本数 | 配信日     | 備考                                                             |
| -- | -------------------------------- | ---- | ---------- | ---------------------------------------------------------------- |
| 1  | 吉田松陰                         | 4    | 2018/11/30 |                                                                  |
| 2  | スパルタ                         | 7    | 2018/12/28 |                                                                  |
| 3  | 人類のコミュニケーション史       | 4    | 2019/02/07 |                                                                  |
| 4  | 天皇                             | 4    | 2019/03/07 |                                                                  |
| 5  | 秦の始皇帝                       | 5    | 2019/04/05 |                                                                  |
| 6  | 諸葛孔明                         | 7    | 2019/05/17 |                                                                  |
| 7  | 世界三大宗教                     | 7    | 2019/06/21 |                                                                  |
| 8  | ヒトラー                         | 8    | 2019/07/29 |                                                                  |
| 9  | フランス革命                     | 9    | 2019/09/10 |                                                                  |
| 10 | ガンディー                       | 7    | 2019/10/14 |                                                                  |
| 11 | アレクサンドロス大王             | 9    | 2019/11/14 |                                                                  |
| 12 | お金の歴史                       | 7    | 2019/12/23 |                                                                  |
| 13 | 三蔵法師玄奘                     | 9    | 2020/01/23 |                                                                  |
| 14 | 高杉晋作                         | 10   | 2020/03/05 |                                                                  |
| 15 | アメリカ開拓史                   | 9    | 2020/04/23 |                                                                  |
| 16 | ヘレン・ケラーとアン・サリヴァン | 8    | 2020/06/01 |                                                                  |
| 17 | チンギス・カン                   | 8    | 2020/07/06 |                                                                  |
| 18 | オスマン帝国                     | 9    | 2020/08/10 |                                                                  |
| 19 | 最澄と空海                       | 10   | 2020/09/21 |                                                                  |
| 20 | ユリウス・カエサル               | 10   | 2020/11/09 |                                                                  |
| 21 | 宗教改革                         | 8    | 2021/01/07 |                                                                  |
| 22 | 第一次世界大戦                   | 14   | 2021/02/11 |                                                                  |
| 23 | エリザベス一世                   | 11   | 2021/04/12 |                                                                  |
| 24 | 織田信長                         | 12   | 2021/06/03 |                                                                  |
| 25 | 教育の歴史                       | 14   | 2021/07/26 |                                                                  |
| 26 | 性の歴史                         | 13   | 2021/10/04 |                                                                  |
| 27 | 武則天                           | 10   | 2021/12/08 |                                                                  |
| 28 | 資本主義                         | 4    | 2022/01/12 |                                                                  |
| 29 | マルクスとエンゲルス             | 12   | 2022/02/06 |                                                                  |
| 30 | フリードリヒ大王                 | 12   | 2022/04/21 |                                                                  |
| 31 | 切腹の歴史                       | 4    | 2022/06/12 |                                                                  |
| 32 | 日露戦争                         | 16   | 2022/07/11 |                                                                  |
| 33 | クレオパトラ                     | 4    | 2022/09/05 |                                                                  |
| 34 | 鎌倉武士                         | 12   | 2022/09/26 |                                                                  |
| 35 | レヴィ＝ストロース               | ４   | 2022/11/10 | パーソナリティー：キニマンス・塚本・ニキさん、深井さん、室越さん |
| 36 | 老いと死の歴史                   | 8    | 2022/11/28 |                                                                  |
| 37 | 障害の歴史                       | 8    | 2023/1/09  |                                                                  |
| 38 | 社会福祉の歴史                   | 6    | 2023/02/13 |                                                                  |
| 39 | ゲッベルス                       | 4    | 2023/03/06 |                                                                  |
| 40 | サラディンと十字軍               | 12   | 2023/03/20 |                                                                  |
| 41 | ライト兄弟                       | 4    | 2023/05/18 |                                                                  |
| 42 | ハンニバル                       | 12   | 2023/06/12 |                                                                  |
| 43 | 龍の歴史                         | 4    | 2023/08/03 |                                                                  |
| 44 | シンドラー                       | 12   | 2023/08/24 |                                                                  |
| 45 | 菅原道真                         | 4    | 2023/11/09 |                                                                  |
| 46 | 民主主義                         | 12   | 2023/11/13 |                                                                  |
| 47 | ケマル・アタテュルク             | 14   | 2024/01/18 |                                                                  |
| 48 | やなせたかし                     | 6    | 2024/03/18 |                                                                  |
| 49 | 紫式部                           | 2    | 2024/04/21 |                                                                  |
| 50 | ジャンヌ・ダルク                 | 12   | 2024/05/12 |                                                                  |
| 51 | ヌルハチ                         | 4    | 2024/06/30 |                                                                  |
| 52 | 秀吉・家康                       | 12   | 2024/07/21 |                                                                  |
| 53 | ゴッホ                           | 4    | 2024/09/08 |                                                                  |
| 54 | ムガール帝国                     | 12   | 2024/10/06 |                                                                  |
| 55 | 老子・荘子                       | 4    | 2024/11/20 |                                                                  |
| 56 | 鑑真                             | 8    | 2024/12/18 |                                                                  |
| 57 | 伊藤野枝                         | 8    | 2025/02/09 |                                                                  |
| 58 | 科学技術の歴史                   | 12   | 2025/03/26 |                                                                  |
| 59 | ペリー来航                       | 8    | 2025/05/25 |                                                                  |
| 60 | 項羽と劉邦                       | 14   | 2025/07/06 |                                                                  |

## 番外編
| #   | タイトル | ゲスト                                       | 備考 |
| --- | --- | -------------------------------------------- | ---- |
|     | 中国と日本を歴史的観点から比較                                                                                   |                                              |      |
| 1   | 古代のソーシャルベンチャー起業家「墨子」                                                                         |                                              |      |
| 2   | 今の時代になぜリベラルアーツが大切なのか？                                                                       |                                              |      |
| 3   | 老いても最前線で戦う秦国の宰相・百里奚から学ぶ                                                                   |                                              |      |
| 4   | リベラルアーツって役立つの？                                                                                     |                                              |      |
| 5   | やりたい仕事と得意な仕事、どっちが大事？                                                                         |                                              |      |
| 6   | 社会に最も影響を与えるのは「行為」以上に「存在」である                                                           |                                              |      |
| 7   | 初ベトナムで感じた刺激と衝撃                                                                                     |                                              |      |
| 8   | ハゲのためのリベラルアーツ ― ハゲとは遺伝子が与えてくれる出家 ―                                                  |                                              |      |
| 9   | ヤンヤンって普段は何してるの？                                                                                   |                                              |      |
| 10  | COTENって何してる会社？                                                                                          | 青柳考哉（株式会社BOOK）                     |      |
| 11  | ヤンヤン、人生初めての合コン！その時、革命が起きた。                                                             |                                              |      |
| 12  | 当たり前レボリューション！それ、ホントに当たり前ですか？                                                         |                                              |      |
| 13  | スタートアップから天下を獲った英雄・曹操                                                                         |                                              |      |
| 14  | 19万再生達成！お便り紹介                                                                                         |                                              |      |
| 15  | 中国四千年のハゲ！ヤンヤン、静かに語る。―中国はなぜ統一したがるのか？―                                           |                                              |      |
| 16  | 50万再生に感謝を込めて♥お便り紹介！                                                                              |                                              |      |
| 17  | 時空を自由に超えたいな♪もしもタイムマシンに乗れたなら                                                            |                                              |      |
| 18  | 「死」について本気出して考えてみた。                                                                             |                                              |      |
| 19  | 経営、歴史、ときどきバンド？音楽を真剣に語ってみた。                                                             |                                              |      |
| 20  | 深井の暗黒時代 ― サークル仲間の女子を一撃で号泣させたヤバすぎる一言                                              |                                              |      |
| 21  | 人生はゲーム！？僕達が幸せを感じる瞬間                                                                           |                                              |      |
| 22  | 我不是間諜！我愛日本！― ヤンヤンと学ぶローカル四川語                                                             |                                              |      |
| 23  | 介護福祉ベンチャー社長の誰にも言えないヤバ過ぎる相談とは？                                                       | 高橋和也（ザ・ハーモニー株式会社）           |      |
| 24  | コロナ禍のいま！コテンラジオが語る、疫病の世界史                                                                 |                                              |      |
| 25  | 新時代の働き方 ― 急激に進むリモートワークに思うこと                                                              |                                              |      |
| 26  | 深井によるNetflixおすすめ作品紹介！                                                                              |                                              |      |
| 27  | 人類学って何？異文化に飛び込んだ同級生に聞いてみた（前編）                                                       | 室越龍之介                                   |      |
| 28  | 人類学って何？異文化に飛び込んだ同級生に聞いてみた（後編）                                                       | 室越龍之介                                   |      |
| 29  | 「一隅を照らす」中村哲という生き方（前編）                                                                       | 中原興平（西日本新聞）                       |      |
| 30  | 「一隅を照らす」中村哲という生き方（後編）                                                                       | 中原興平（西日本新聞）                       |      |
| 31  | 中東で一番有名な日本人！鷹鳥屋明さんに話を聞いてみた（前編）                                                     | 鷹鳥屋明                                     |      |
| 32  | 中東で一番有名な日本人！鷹鳥屋明さんに話を聞いてみた（中編）                                                     | 鷹鳥屋明                                     |      |
| 33  | 中東で一番有名な日本人！鷹鳥屋明さんに話を聞いてみた（後編）                                                     | 鷹鳥屋明                                     |      |
| 34  | 握手しただけで才能と性癖がわかる男・たかちん（前編）                                                             | たかちん                                     |      |
| 35  | 握手しただけで才能と性癖がわかる男・たかちん（後編）                                                             | たかちん                                     |      |
| 36  | メンタルケア、どうしてる？（前編）                                                                               |                                              |      |
| 37  | メンタルケア、どうしてる？（後編）                                                                               |                                              |      |
| 38  | 世界を動かす日本人！ソーシャルベンチャーの旗手 ボーダレス・ジャパン田口代表が掲げる夢と志（前編）                | 田口一成（株式会社ボーダレス・ジャパン代表） |      |
| 39  | 世界を動かす日本人！ソーシャルベンチャーの旗手 ボーダレス・ジャパン田口代表が掲げる夢と志（中編）                | 田口一成（株式会社ボーダレス・ジャパン代表） |      |
| 40  | 世界を動かす日本人！ソーシャルベンチャーの旗手 ボーダレス・ジャパン田口代表が掲げる夢と志（後編）                | 田口一成（株式会社ボーダレス・ジャパン代表） |      |
| 41  | 古今東西ゲーム談義 〜なぜ僕達はゲームを愛するのか。〜                                                            |                                              |      |
| 42  | 衰退？成熟？老いるって何だろう？                                                                                 |                                              |      |
| 43  | エール株式会社 篠田真貴子さんと語る「聴く力」（前編）                                                            | 篠田真貴子（エール株式会社）                 |      |
| 44  | エール株式会社 篠田真貴子さんと語る「聴く力」（中編）                                                            | 篠田真貴子（エール株式会社）                 |      |
| 45  | エール株式会社 篠田真貴子さんと語る「聴く力」（後編）                                                            | 篠田真貴子（エール株式会社）                 |      |
| 46  | 「聞け！これが田川だ！」現代に生きる田川ヤンキーの恐るべき実態 ゲスト：青柳考哉（株式会社BOOK）                  | 青柳考哉（株式会社BOOK）                     |      |
| 47  | 音声コンテンツで草莽崛起だ！Podcast制作コミュニティ「樋口塾」が作る未来への架け橋                                |                                              |      |
| 48  | 株式会社コテンの文化 〜ひとりひとりがパフォーマンスを自然に発揮できる人材配置〜                                  |                                              |      |
| 49  | 「しくみ」で世界中を笑顔に！しくみデザイン 中村俊介さんが描く未来の社会と教育のカタチ（前編）                    | 中村俊介（株式会社しくみデザイン代表）       |      |
| 50  | 「しくみ」で世界中を笑顔に！しくみデザイン 中村俊介さんが描く未来の社会と教育のカタチ（中編）                    | 中村俊介（株式会社しくみデザイン代表）       |      |
| 51  | 「しくみ」で世界中を笑顔に！しくみデザイン 中村俊介さんが描く未来の社会と教育のカタチ（後編）                    | 中村俊介（株式会社しくみデザイン代表）       |      |
| 52  | 実験と挑戦 プロデューサー・研究者 若新雄純さんが挑むこれまで&これから（前編）                                    | 若新雄純                                     |      |
| 53  | 実験と挑戦 プロデューサー・研究者 若新雄純さんが挑むこれまで&これから（中編）                                    | 若新雄純                                     |      |
| 54  | 実験と挑戦 プロデューサー・研究者 若新雄純さんが挑むこれまで&これから（後編）                                    | 若新雄純                                     |      |
| 55  | プロセスエコノミー ～デジタル社会を生き続ける僕らの物語～（前編）                                                | 尾原和啓（IT評論家）                         |      |
| 56  | プロセスエコノミー ～デジタル社会を生き続ける僕らの物語～（中編）                                                | 尾原和啓（IT評論家）                         |      |
| 57  | プロセスエコノミー ～デジタル社会を生き続ける僕らの物語～（後編）                                                | 尾原和啓（IT評論家）                         |      |
| 58  | 「社会には愛しかない」AV監督・二村ヒトシさんに聞く人類を幸せにする為のセックス（前編）                           | 二村ヒトシ                                   |      |
| 59  | 「社会には愛しかない」AV監督・二村ヒトシさんに聞く人類を幸せにする為のセックス（中編）                           | 二村ヒトシ                                   |      |
| 60  | 「社会には愛しかない」AV監督・二村ヒトシさんに聞く人類を幸せにする為のセックス（後編）                           | 二村ヒトシ                                   |      |
| 61  | 徒然なるまま聞いてみよう！東京大学史料編纂所本郷和人教授への歴史Q&A（前編）                                      | 本郷和人                                     |      |
| 62  | 徒然なるまま聞いてみよう！東京大学史料編纂所本郷和人教授への歴史Q&A（中編）                                      | 本郷和人                                     |      |
| 63  | 徒然なるまま聞いてみよう！東京大学史料編纂所本郷和人教授への歴史Q&A（後編）                                      | 本郷和人                                     |      |
| 64  | 戦国の貴公子 宇喜多秀家 ～夢託されし秀吉チルドレンの生き様～（前編）                                             |                                              |      |
| 65  | 戦国の貴公子 宇喜多秀家 ～夢託されし秀吉チルドレンの生き様～（中編）                                             |                                              |      |
| 66  | 戦国の貴公子 宇喜多秀家 ～夢託されし秀吉チルドレンの生き様～（後編）                                             |                                              |      |
| 67  | 『宇宙兄弟』『ドラゴン桜』編集者が語る世界を理解する為の観察力の鍛え方 ゲスト：株式会社コルク 佐渡島庸平（前編） | 佐渡島庸平                                   |      |
| 68  | 『宇宙兄弟』『ドラゴン桜』編集者が語る世界を理解する為の観察力の鍛え方 ゲスト：株式会社コルク 佐渡島庸平（中編） | 佐渡島庸平                                   |      |
| 69  | 『宇宙兄弟』『ドラゴン桜』編集者が語る世界を理解する為の観察力の鍛え方 ゲスト：株式会社コルク 佐渡島庸平（後編） | 佐渡島庸平                                   |      |
| 70  | 世界史データベースのキーパーソン！プロダクトマネージャー草野陽夏の仕事から見る株式会社COTEN（前編）              | 草野陽夏                                     |      |
| 71  | 世界史データベースのキーパーソン！プロダクトマネージャー草野陽夏の仕事から見る株式会社COTEN（後編）              | 草野陽夏                                     |      |
| 72  | 「コテンラジオ、変わります。」チーム新体制で目指す新たな価値提供と未来への挑戦                                   |                                              |      |
| 73  | 信仰と確信～人類と世界を理解する為に必要な宗教のアレコレ～                                                       |                                              |      |
| 74  | 人間の知性について～ひとくくりにできない才能と広がる未来への可能性～                                             |                                              |      |
| 75  | 「なんか皇帝化してない？」リスナーからのご指摘にコテン深井がズバリお答えします！                                 |                                              |      |
| 76  | 「過ちは、繰り返すな…！」画一的思考からの脱却を図る僕体の採用活動                                                |                                              |      |
| 77  | 樋口＆ヤンヤン不在！キニマンス塚本ニキ参戦！どうする？どうなる？                                                 |                                              |      |
| 78  | ≪祝ACCグランプリ受賞！≫ 燃える広告音楽プロデューサー 樋口太陽に聞くコテンラジオと広告アワード                    | 樋口太陽                                     |      |
| 79  | ウクライナ戦争の現状と今後 〜テレビ東京報道局 豊島晋作キャスターの視点〜(前編)                                   | 豊島晋作                                     |      |
| 80  | ウクライナ戦争の現状と今後 〜テレビ東京報道局 豊島晋作キャスターの視点〜(後編)                                   | 豊島晋作                                     |      |
| 81  | 若新雄純リターンズ！迫り来る老いと死、ボクたちはどう向き合う？(前編)                                             | 若新雄純                                     |      |
| 82  | 若新雄純リターンズ！迫り来る老いと死、ボクたちはどう向き合う？(後編)                                             | 若新雄純                                     |      |
| 83  | 株式会社ヘラルボニーの挑戦 〜障害×アートによるビジネスが描く社会の新たな目線〜(前編)                             |                                              |      |
| 84  | 株式会社ヘラルボニーの挑戦 〜障害×アートによるビジネスが描く社会の新たな目線〜(後編)                             |                                              |      |
| 85  | これからのCOTEN RADIO                                                                                            |                                              |      |
| 86  | 当事者としてのウクライナ戦争 ゲスト：牧野寛＆ボリス・アファナセフ（SAMI Japan）（前編）                          | 牧野寛＆ボリス・アファナセフ（SAMI Japan）   |      |
| 87  | 当事者としてのウクライナ戦争 ゲスト：牧野寛＆ボリス・アファナセフ（SAMI Japan）（中編）                          | 牧野寛＆ボリス・アファナセフ（SAMI Japan）   |      |
| 88  | 当事者としてのウクライナ戦争 ゲスト：牧野寛＆ボリス・アファナセフ（SAMI Japan）（後編）                          | 牧野寛＆ボリス・アファナセフ（SAMI Japan）   |      |
| 89  | 一緒に学ぼう！キリスト教 ゲスト：千葉遊大〈プリンストン神学校 博士課程在籍〉（前編）                             | 千葉遊大                                     |      |
| 90  | 一緒に学ぼう！キリスト教 ゲスト：千葉遊大〈プリンストン神学校 博士課程在籍〉（中編）                             | 千葉遊大                                     |      |
| 91  | 一緒に学ぼう！キリスト教 ゲスト：千葉遊大〈プリンストン神学校 博士課程在籍〉（後編）                             | 千葉遊大                                     |      |
| 92  | 金のヤンヤンを手に入れろ！！COTEN RADIO短歌コンテスト大賞決定審査会                                              |                                              |      |
| 93  | 株式会社COTENの資金調達 〜ベンチャーキャピタリストと語る現代の呪術〜                                             |                                              |      |
| 94  | 出雲発！コミュニティナースって何？ ゲスト：矢田明子（Community Nurse Company）（前編）                           | 矢田明子（Community Nurse Company）          |      |
| 95  | 出雲発！コミュニティナースって何？ ゲスト：矢田明子（Community Nurse Company）（中編）                           | 矢田明子（Community Nurse Company）          |      |
| 96  | 出雲発！コミュニティナースって何？ ゲスト：矢田明子（Community Nurse Company）（後編）                           | 矢田明子（Community Nurse Company）          |      |
| 97  | えっ、アレも今年だっけ？2023年のコテンラジオを振り返ろう！                                                       |                                              |      |
| 98  | 千年の継承 〜変わる時代と変わらぬ信仰〜 ゲスト：太宰府天満宮 第40代宮司 西高辻󠄀信宏さん（前編）                   | 太宰府天満宮 第40代宮司 西高辻󠄀信宏           |      |
| 99  | 千年の継承 〜変わる時代と変わらぬ信仰〜 ゲスト：太宰府天満宮 第40代宮司 西高辻󠄀信宏さん（中編）                   | 太宰府天満宮 第40代宮司 西高辻󠄀信宏           |      |
| 100 | 千年の継承 〜変わる時代と変わらぬ信仰〜 ゲスト：太宰府天満宮 第40代宮司 西高辻󠄀信宏さん（後編）                   | 太宰府天満宮 第40代宮司 西高辻󠄀信宏           |      |
| 101 | 新大統領の手腕はいかが？ケマル没後のトルコが抱える諸問題                                                         |                                              |      |

## 特別編
| # | タイトル                                                     | 配信日        | 備考                                      |
| - | ------------------------------------------------------------ | ------------- | ----------------------------------------- |
| 1 | 韓非子 ―部下が上司に本音を相談できないとき、どうすればいい？ | 2019年9月     |                                           |
| 2 | 財閥の歴史 ～日本の近代化を担った老舗たちの系譜～（前編）    | 2021年12月    |                                           |
| 3 | 財閥の歴史 ～日本の近代化を担った老舗たちの系譜～（後編）    | 2021年12月    |                                           |
| 4 | ウクライナとロシア                                           | 2022年3月12日 | 全6話                                     |
| 5 | 祝・オリジナルグッズ完成！制作の裏側トーク（前編）           | 2022年5月20日 | ゲスト：Steve*inc.代表太田伸志&黒田志保利 |
| 6 | 祝・オリジナルグッズ完成！制作の裏側トーク（後編）           | 2022年5月20日 | ゲスト：Steve*inc.代表太田伸志&黒田志保利 |
| 7 | 揺らぐ北欧秩序～中立2か国、NATO加盟の歴史的経緯～            | 2022年6月6日  |                                           |

## コテンラジオSpotifyオリジナル
2021年1月20日にSpotifyオリジナルのスピンオフ番組配信が発表された。
配信は隔週土曜日5時に行われ、各エピソードは前後編形式の2話完結となっている。
シーズン2が2021年9月22日から始まり、隔週水曜日に配信されている。
| #  | タイトル                                                     | 配信日         | 備考 |
| -- | ------------------------------------------------------------ | -------------- | ---- |
| 1  | 結局さ、儒教ってなんなのさ？ ―春秋時代の思想家・孔子の生涯―  | 2021年1月23日  |      |
| 2  | 汗と涙の活版印刷 ヨハネス・グーテンベルクが見た風景          | 2021年2月20日  |      |
| 3  | 「I Have A Dream.」キング牧師が選んだ非暴力という名の戦い    | 2021年3月20日  |      |
| 4  | 「涙の数だけ強くなれ！カーネル・サンダースの65歳からの挑戦   | 2021年4月17日  |      |
| 5  | どうかしてるぜ！マヤ文明 ～密林に眠る激ヤバ伝説～            | 2021年5月15日  |      |
| 6  | マンガの神様 手塚治虫 ～ベレー帽に詰まった創作への情熱～     | 2021年6月12日  |      |
| 7  | チョコレートの歴史 ～世界を動かす禁断の果実～                | 2021年9月22日  |      |
| 8  | 傾国の美女 楊貴妃 ～大唐帝国を揺るがした男と女の愛憎劇～     | 2021年10月20日 |      |
| 9  | 摩訶不思議 陰陽師 ～平安の闇を切り裂く者たちの正体～         | 2021年11月17日 |      |
| 10 | 天動説と地動説 ～世にも美しき天文学者たちの信念～            | 2021年12月15日 |      |
| 11 | 天下の英才 久坂玄瑞 ～幕末に散りし草莽の志士～               | 2022年1月12日  |      |
| 12 | 楽譜に愛を！鍵盤に魂を！神に愛されしモーツァルトの数奇な運命 | 2022年2月9日   |      |